# Мохэ (Да-Хинган-Лин)
Мохэ́ (кит. упр. 漠河, пиньинь Mòhé) — городской уезд округа Да-Хинган-Лин провинции Хэйлунцзян (КНР).

## География
Северная граница уезда проходит по реке Амур и составляет 242 км. Граничит с Забайкальским краем и Амурской областью.

## Климат
С декабря по февраль в самой северной точке Китая оттепели исключены.
13 февраля 1969 года в районе города Мохэ была зарегистрирована температура -52,3°C, что по состоянию на 2021 год является наименьшей зарегистрированной в Китае температурой воздуха.Однако в феврале 2023 года здесь была зарегистрирована температура -53°C. Здесь также зарегистрирована наименьшая в Китае средняя температура января: -30,9°C.
| Показатель               | Янв.  | Фев.  | Март  | Апр.  | Май   | Июнь | Июль | Авг.  | Сен.  | Окт.  | Нояб. | Дек.  | Год   |
| ------------------------ | ----- | ----- | ----- | ----- | ----- | ---- | ---- | ----- | ----- | ----- | ----- | ----- | ----- |
| Абсолютный максимум, °C  | −4,8  | −0,1  | 16,2  | 24,6  | 35,1  | 36,8 | 38,0 | 34,2  | 29,5  | 23,0  | 8,5   | −3,2  | 38,0  |
| Средний максимум, °C     | −21,5 | −13   | −3,1  | 7,7   | 17,5  | 24,2 | 25,8 | 23,1  | 16,4  | 5,1   | −10,6 | −21,2 | 4,2   |
| Средний минимум, °C      | −36,2 | −33,1 | −24,3 | −7,5  | 0,3   | 7,5  | 11,7 | 9,4   | 1,4   | −9,9  | −25,3 | −34   | −11,7 |
| Абсолютный минимум, °C   | −49,6 | −53   | −42,7 | −32,6 | −13,1 | −3,2 | −0,9 | −1    | −12,2 | −28,7 | −41,7 | −48,5 | −53   |
| Норма осадков, мм        | 5,0   | 4,4   | 6,9   | 23,8  | 32,9  | 67,6 | 99,1 | 107,2 | 50,1  | 15,7  | 12,5  | 7,4   | 432,6 |
| Источник: Weather.com.cn |       |       |       |       |       |      |      |       |       |       |       |       |       |

## Население
По переписи 2011 года численность составляет 86 501 чел. Национальный состав: ханьцы, маньчжуры, монголы, корейцы, сибо, хуэй, орочи, эвенки.

## История

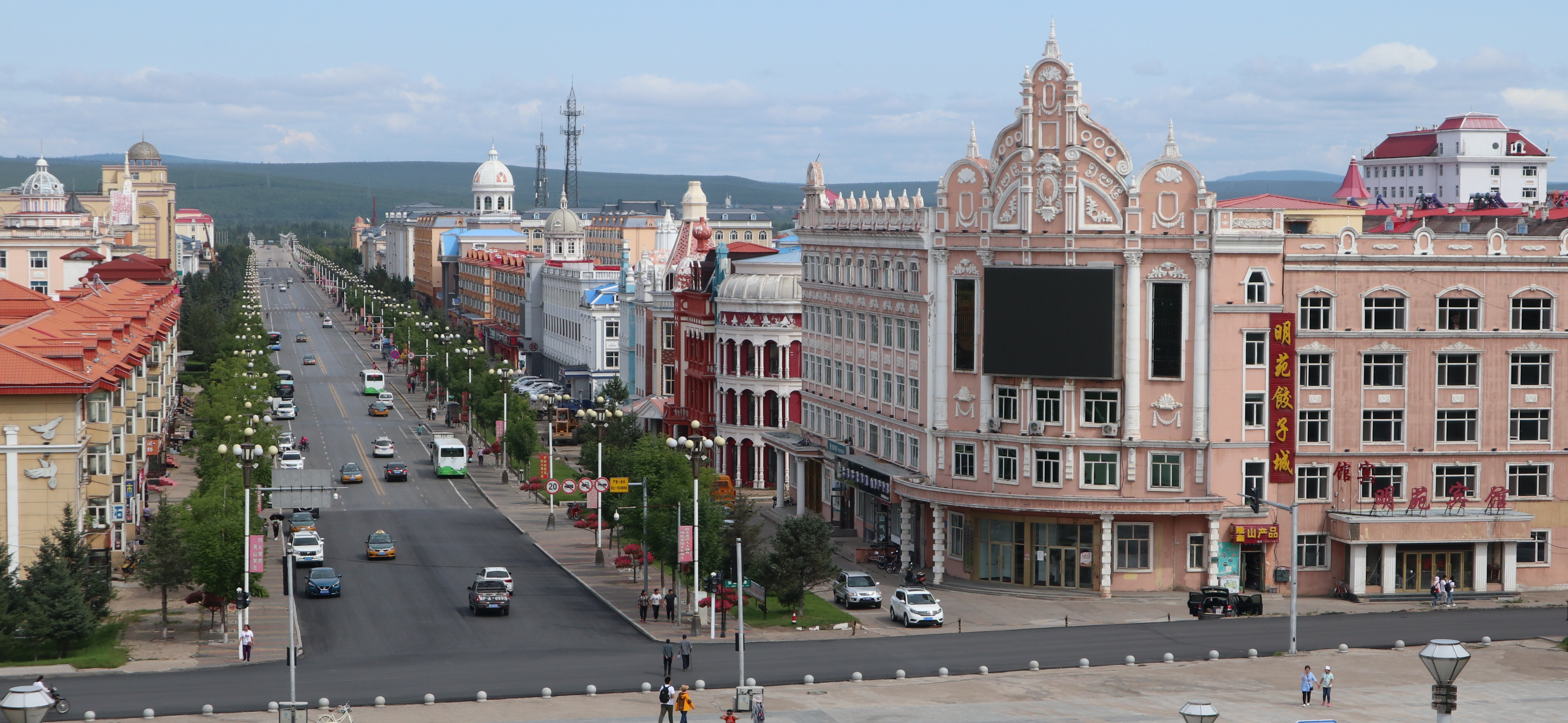
Горизонт уезда Мохэ (2019)

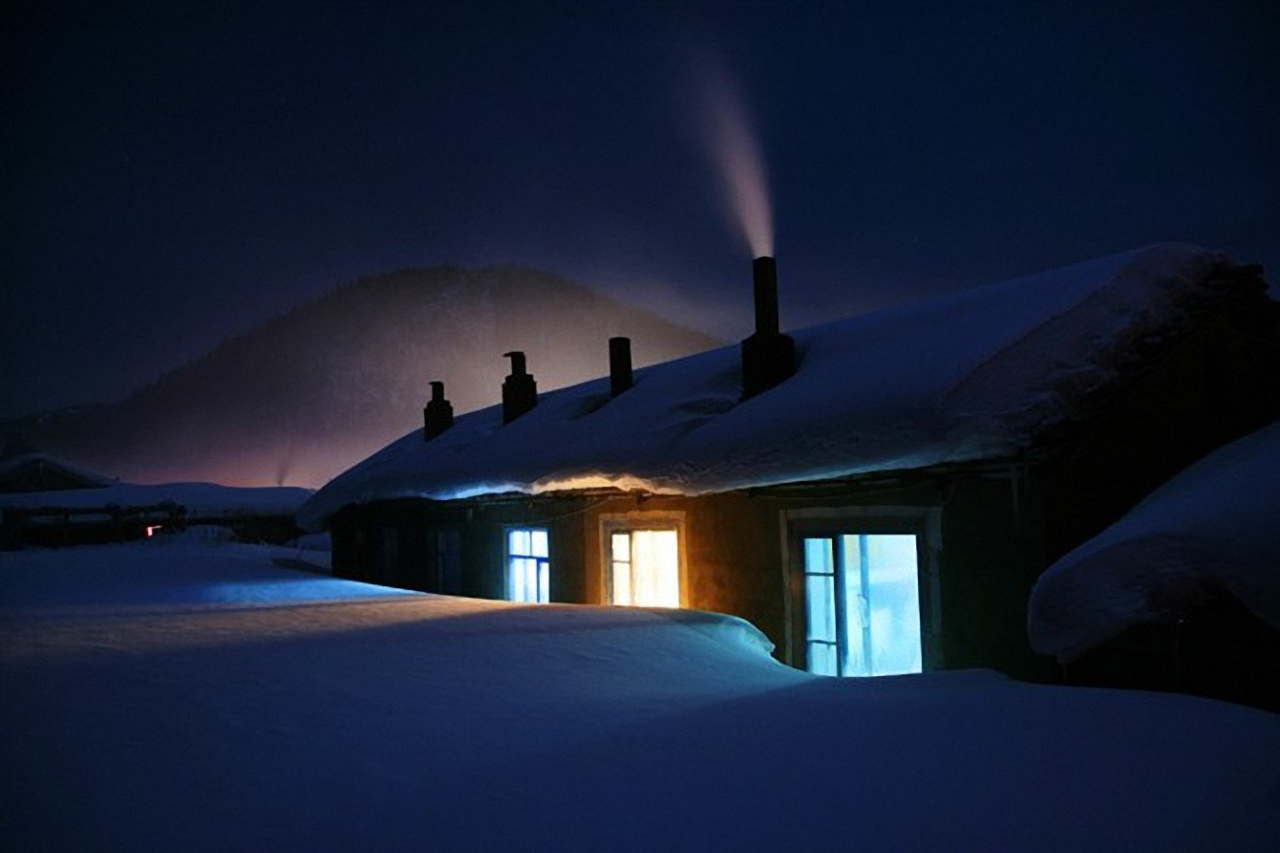
Ночь в деревне Бэйцзи

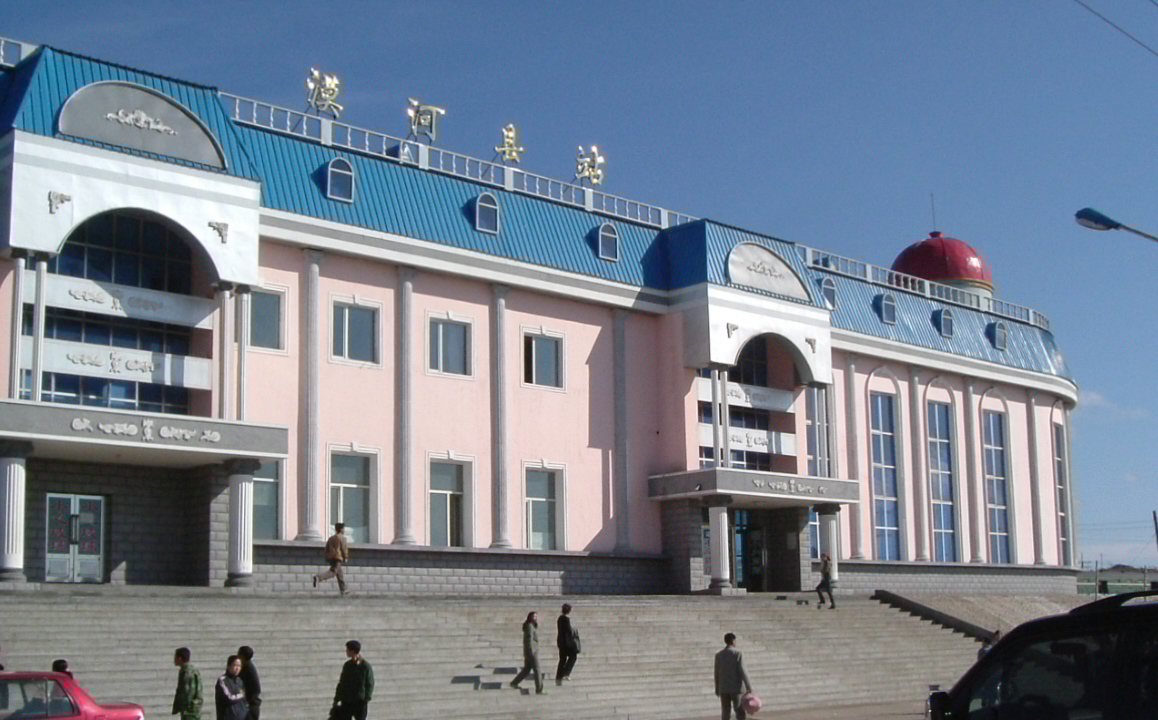
Железнодорожный вокзал Мохэ

Название уезда происходит по имени народа мохэ. Уезд Мохэ (漠河县) был образован 1 января 1917 года. После захвата китайского Северо-Востока японцами и образования марионеточного государства Маньчжоу-го уезд с 1 декабря 1934 года вошёл в состав новой провинции Лунцзян.
После окончания Второй мировой войны эти земли оказались под контролем китайских коммунистов. В марте 1947 года уезд Мохэ был расформирован, а его земли были включены в состав уезда Хума.
Вновь уезд был образован решением Госсовета КНР 14 мая 1981 года.
24 февраля 2018 года уезд был преобразован в городской уезд.

## Административное деление
Городской уезд Мохэ делится на 4 посёлка и 1 волость.
| 1                     | Силиньцзы      | 西林吉镇 | поселок | 39 310 | 52°58′20″ с. ш. 122°31′56″ в. д. |
| 2                     | Туцянь         | 图强镇   | поселок | 20 056 | 52°55′31″ с. ш. 122°48′08″ в. д. |
| 3                     | Амур (Цзинтао) | 劲涛镇   | поселок | 10 811 | 52°51′37″ с. ш. 123°09′03″ в. д. |
| 4                     | Синъянь        | 兴安镇   | поселок | 1 063  | 53°23′57″ с. ш. 123°59′39″ в. д. |
| 5                     | Бэйцзи (Мохэ)  | 漠河乡   | волость | 2 199  | 53°28′46″ с. ш. 122°21′13″ в. д. |
| Городской округ Мохэ. |                |          |         |        |                                  |

## Транспорт
В уезде находится самый северный в Китае аэропорт Гулянь, связанный сообщением с Харбином, Пекином, Шанхаем и др.

## Достопримечательности
- Арктическая деревня (北极村)
- Гора Гуаньинь (观音山)
- Мемориальный пожарный музей (火灾纪念馆)
- Павильон Ли Цзиньюна (李金镛祠堂) — пионера золотодобычи в Мохэ[4]
- Девственный лес «Сунюань» (原始森林"松苑"公园等)